# Hans Trog
Hans Trog (* 20. Januar 1864 in Basel; † 10. Juli 1928 in Zürich) war ein Schweizer Kunsthistoriker und Journalist, insbesondere Theaterkritiker.

## Leben

### Ausbildung
Zunächst besuchte er eine Privatschule und wechselte 1873 auf das Gymnasium. In Basel „wurde ich auf das Sommersemester 1882 nach guter Maturität als ‚Studiosus philosophiae‘ immatrikuliert und widmete mich dem Studium der Geschichte, Philosophie, antiken Sprachen und Kunstgeschichte. 1884/85 verlebte ich zwei reiche Berliner Semester mit dem hinreißenden Treitschke.“ Im Dezember 1886 schloss Trog sein Studium an der Universität Basel mit der Promotion in Geschichte, Kunstgeschichte und Philosophie mit der Bewertungsstufe insigni cum laude ab.

### Journalist und Publizist
Anfangs 1887 trat Trog seine Tätigkeit als Redaktor bei der Allgemeinen Schweizer Zeitung in Basel an.
1898 veröffentlichte er „die grundlegende Biographie Jacob Burckhardts.“
Verschiedenen Malern widmete er Publikationen, u. a. Ferdinand Hodler, Cuno Amiet, Sigismund Righini oder Hermann Huber
1899 habilitierte sich Trog in moderner Literatur und gab an der Universität Basel Vorlesungen. „Mit ihm zog ein neuer Geist in den dortigen germanistischen Betrieb ein, der der damaligen Vertretung gemäß noch ganz im Zeichen der Linguistik und Kulturgeschichte stand. Trog las zunächst vor einer stattlichen Zuhörerschaft über Goethe und Schiller.“
1901 wurde er zum Feuilleton-Redaktor der Neuen Zürcher Zeitung (NZZ) berufen und entwickelte sich zum „eigentlichen Organisator und Betreuer eines Feuilletons von wissenschaftlicher Richtung.“
Bis zu seinem Tod hatte er dieses Amt inne und veröffentlichte in dieser Funktion zahllose Artikel zu den unterschiedlichen Bereichen der Kunst, der Literatur und des Theaters. Sein Nachfolger war Ulrich Christoffel.

### Marianne von Werefkin:Ascona-Impressionen, Dr. Trog gewidmet
Marianne von Werefkin hat ihre „Ascona-Impressionen“ handschriftlich Dr. Trog gewidmet. Sie wurden laut NZZ „im Sommer 1928 geschrieben und illustriert“, zu einer Zeit, als bereits „ein Leiden Trogs Kräfte verzehrte“. Offensichtlich war es Werefkin ein Bedürfnis, Trog mit ihrer Ascona-Erzählung von seiner Krankheit abzulenken und aufzuheitern.
Was Werefkins Beziehungen zu Trog anbetrifft, so gibt ein späterer Brief an ihre Züricher Freunde darüber Auskunft: „Ich bin jetzt ganz unter dem Eindruck von dem Tod und dem entsetzlichen Leiden von Dr. Trog. Er war mir ein guter Freund, ich verdanke ihm meine ganze Stellung in Zürich und liebte meine Bilder, ohne mich zu kennen und ist für sie freudig eingetreten. Später, als wir uns kennenlernten, wurden wir Freunde. Ich traure um ihn ganz tief.“
Wie Werefkin über die „Spezies [Kunst]-Kritiker“ dachte, gab sie durch Wort und Bild den „Ascona-Impressionen“ auch ihm Trog zu verstehen. Humoristisch und ironisch zugleich erzählte sie ihm eine Begebenheit, die sie ob ihrer farbfreudigen Bilder sicherlich […] mehrfach erlebt hatte: „Ich zeige meine Bilder soliden Kennern. Das sind die Schlimmsten. […] Nachdem ich […] alle Witze über mein Werk geschluckt habe, reiche ich noch Thé und Biscuits. Im Kauen und Schlürfen werde ich gefragt, warum ich mir die sadistische Freude leiste, Gottes schöne Welt so zu vergewaltigen. Da leuchtet das Zimmer rot. […] Über dem Lago das ganze „le diable l’emporte“ einer Alba Rossa. Der Himmel lodert, scharlach-grau gestreifte Berge schließen den Lago Maggiore, in der auf fließendem dunkeln Blut violett-schwarze Boote mit und ohne Segel schaukeln. […] ‚Ganz wie Ihre Bilder!‘ sagte ein weißgelockter Herr, […] ‚Ganz wie Ihre Bilder!‘ ‚Ja, zische ich wütend, der liebe Gott macht es mir zuweilen nach.‘ - Der Herr grüßt mich nicht mehr.“

## Nachrufe
In Nachrufen erhielt Trog ausserordentlich hohe, fachkundige Anerkennung für seine berufliche und menschliche Leistung. Die NZZ widmete ihm in seinen Ausgaben vom Dienstag, den 10. Juli 1928, dem Tag seines Todes und danach überdurchschnittlichen Raum für Berichte der Anteilnahme: „In tiefer Trauer teilen wir der Leserschaft der „N. Z. Z.“ den heute in der Morgenfrühe erfolgten Hinschied unseres hochverdienten Feuilleton Redakteurs an der Stelle und in dem Bereich unseres Blattes mit, dem sich Dr. Hans Trog seit mehr als einem Viertel Jahrhundert mit umfassenden Geist, souveräner Feder und letzter Hingabe verschrieben hat. Seine leidenschaftliche Treue an den Teil, um im Detail dem Ganzen zu dienen, ahnen die Leser, wenn sie erfahren, daß ein vom Tod Gezeichneter seit Jahr und Tag mit Unterbrechungen, seinen Redaktionstisch ins Krankenzimmer gerückt, auf Pikett stehend das schier Unmögliche noch geleistet, eine große Korrespondenz erledigt und den morschen Körper ins Kunsthaus geschleppt hat, um zehn Tage vor seinem Ende eine Kunstchronik abzuringen, als müßte es so sein, da dieser eigentliche Urheber der systematischen und beständigen Kunstkritik in den schweizerischen Tageszeitungen mit einer Kunstkritik die Feder niederlegen sollte.“